# Turbay T-3
El Turbay T-3A fue un transporte ligero argentino bimotor de siete plazas de la década de 1960. Se construyó un solo ejemplar, pero no se siguió la producción.

## Diseño y desarrollo
En 1957, el diseñador de aviones argentino Alfredo Turbay comenzó a trabajar en un transporte utilitario bimotor ligero con capacidades de STOL, a partir de esto surgió el Turbay T-3A en 1961 a través de la empresa Turbay S.A. en Buenos Aires. El T-3A era un monoplano de ala baja construido completamente en metal. Funcionaba con dos motores de cuatro cilindros horizontalmente opuestos refrigerados por aire Lycoming O-360-A1D de 130 kW (180 hp), que impulsaban hélices de dos palas, y estaba equipado con un tren de aterrizaje retráctil tipo triciclo.
Alfredo Turbay puso a prueba el T-3A en su primer vuelo el 8 de diciembre de 1964, posterior a las pruebas, se planearon mejoras para la versión de producción en serie, el Turbay T-3B, que iba a equiparse con motores Lycoming o Continental de entre 190 y 260 kW (250–350 hp), brindando un rendimiento mejorado. Estos planes no se concretaron, pues el prototipo T-3B nunca se completó.

## Especificaciones
Datos de
Características generales
- Tripulación: 1
- Capacidad: 6 pasajeros
- Longitud: 9.40 m (30 ft 10 in)
- Envergadura: 13.52 m (44 ft 4 in)
- Altura: 3.60 m (11 ft 10 in)
- Superficie alar: 24.08 m² (259.2 sq ft)
- Peso vacío: 1,034 kg (2,280 lb)
- Relación de aspecto: 7.5:1
- Perfil alar: NACA 23024 en raíz, NACA 4412 en puntas
- Planta motriz: 2 × Lycoming O-360-A1D, 130 kW (180 hp) cada uno

Rendimiento
- Velocidad máxima: 318 km/h (198 mph, 172 kn)
- Velocidad de crucero: 230 km/h (140 mph, 120 kn)
- Velocidad de entrada en pérdida: 85.4 km/h (53.1 mph, 46.1 kn)
- Velocidad nunca excedida: 342 km/h (213 mph, 185 kn)
- Alcance: 1,840 km (1,140 mi, 990 nmi)
- Techo de vuelo: 7,600 m (24,900 ft)
- Régimen de ascenso: 6.6 m/s (1,300 ft/min)
- Carrera de despegue: (a 15 metros): 225 m (738 ft)
- Carrera de aterrizaje (desde 15 metros): 180 m (590 ft)